# Wolfram von Eschenbach
Wolfram von Eschenbach, nemški vitez in pesnik, * okrog 1170, † okrog 1220.
Vse kar vemo o njegovem življenju izhaja iz literarnih del, saj v kronikah in uradnih zgodovinskih dokumentih ni omenjen. V svojih delih sam zase pravi, da je vitez, tako po stanu kot tudi po izobrazbi. Tudi glede njegove izobrazbe ni jasnih zgodovinskih virov, je pa iz njegovih del razvidno, da je imel dobro znanje iz teologije, astronomije, astrologije, medicine, naravoslovja, geografije in da je zelo dobro poznal zelišča. Kot pesnik ljubezenske viteške pesnitve (nem. Minnesänger) je bil eden najuspešnejših med sodobniki. Velja za največjega nemškega epika Visokega srednjega veka. Pomembnost njegovega dela se kaže v več kot 40.000 ohranjenih verzih njegove epike, kar kaže tudi na to, da je kot poklicni pesnik moral imeti veliko naklonjencev. Tako je na primer njegov roman Willehalm nastal na pobudo deželnega grofa iz Turingije. Pisal je tudi lirično poezijo. Iz njegovega imena lahko domnevamo, da se je rodil v Eschenbachu pri Ansbachu (danes Wolframs-Eschenbach) na Bavarskem. Kot vitez je služil na mnogih dvorih. Najbolj je znan po svojem delu Parsifal, ki je izdelan po predlogi fragmenta romana v verzih Perceval ali Conte du Graal francoskega srednjeveškega epika Chrétiena de Troyesa. To je prvo nemško delo, ki zajema mit o kralju Arturju in svetem Gralu. Parzifal je glavni vir, ki ga je Richard Wagner uporabil pri pisanju libreta za svojo istoimensko opero. Wolfram se pojavi kot lik v Wagnerjevi operi Tannhäuser.

## Dela
- epika:
  - Parzival (roman v verzih)
  - Willhalm (fragment), opeva boj grofa Wilhelma iz Toulousa proti Saracenom iz Španije.
  - Titturel (fragment), zajema ljubezensko zgodbo Sigune in Schionatulander-ja, ki se kot stranska protagonista pojavita tudi v Parzifalu.
- lirika zajema devet pesmi: 4 budnice (Tagelieder), ki opevajo jutranje slovo ljubljenega od svoje drage in 5 ljubezenskih pesmi (Minnelieder), ki variirajo motive dvorske ljubezenske pesnitve.

## Vir
- Horst Brunner. Geschichte der deutschen Literatur des Mittelalters im Überblick. Stuttgart. Reclam, 1997.